# Simulium maenoi
Simulium maenoi är en tvåvingeart som beskrevs av Takaoka och Choochote 2002. Simulium maenoi ingår i släktet Simulium och familjen knott.
Artens utbredningsområde är Thailand. Inga underarter finns listade i Catalogue of Life.